# Sekundant (Schach)
Ein Sekundant im Schach ist ein Helfer eines Spielers während eines Turniers oder Wettkampfes. Er leistet Unterstützung bei der Vorbereitung, analysiert bereits gespielte Partien und macht Verbesserungsvorschläge. Während der Partien darf er jedoch nicht eingreifen.

## Historische Entwicklung
Sekundanten waren bereits im 19. Jahrhundert üblich, jedoch beschränkte sich ihre Tätigkeit meist auf administrative Aufgaben: Sie agierten als Mittelsmänner bei Verhandlungen über Spielbedingungen, als Treuhänder für Wetteinsätze und als Sekretäre, die sich um die Aufzeichnung der Partien kümmerten. Eine systematische Vorbereitung auf einen Gegner war damals noch nicht üblich, zumal meist nur ein Bruchteil der von ihm gespielten Partien bekannt war. Außerdem galt es als unsportlich, unterbrochene Partien zu analysieren oder Ratschläge Dritter in Anspruch zu nehmen.
Dies änderte sich im 20. Jahrhundert. Emanuel Lasker engagierte vor seinem Wettkampf gegen Siegbert Tarrasch 1908 die Meister Simon Alapin und Heinrich Wolf als Sekundanten, die ihn insbesondere im Bereich der Eröffnungen unterstützten. 1935 wurde Max Euwe bei seinem WM-Kampf gegen Alexander Aljechin von Reuben Fine und Salo Flohr beraten, die beide selbst zur Weltspitze zählten.
Diese Entwicklung rief auch Kritiker auf den Plan. So bezeichnete Milan Vidmar 1960 das Sekundantenwesen als eine „Entartung, die aus dem idealen ritterlichen Kampf zweier Köpfe, zweier Willen, zweier Fähigkeiten und zweierlei Kenntnissen ein sonderbares Ringen zweier Sociétés anonymes machen will“.

## Sowjetunion
In der Sowjetunion, welche die Eroberung des Weltmeistertitels als Prestigeangelegenheit ansah, wurden Sekundanten vom Staat für ihre Tätigkeit bezahlt. Beim Turnier um die Weltmeisterschaft 1948 hatte jeder der drei sowjetischen Teilnehmer zwei Sekundanten. Auch in den folgenden Jahrzehnten erwiesen sich hoch qualifizierte Helfer als Wettbewerbsvorteil, insbesondere bei der Analyse von Hängepartien, aber auch durch die lückenlose Auswertung von Schachzeitschriften hinsichtlich Eröffnungsneuerungen. Im Gegensatz zu ihren westlichen Kontrahenten konnten sowjetische Spieler vor einem Wettkampf in der Regel ein mehrwöchiges Trainingslager auf Staatskosten absolvieren. Da die vorbereiteten Varianten den späteren Gegnern nicht bekannt werden durften, arbeiteten die meisten Weltklassespieler dauerhaft nur mit wenigen Sekundanten zusammen, denen sie völlig vertrauen konnten. Bekannte Zweierteams waren zum Beispiel jeweils Michail Botwinnik und Wjatscheslaw Ragosin, Wassili Smyslow und Wladimir Simagin, Tigran Petrosjan und Alexei Suetin sowie Michail Tal und Alexander Koblenz. Für einzelne Analysen wurden zusätzlich Spezialisten konsultiert, die aber keinen Einblick in das Gesamtkonzept der Vorbereitungen erhielten. Gelegentlich wurden sowjetische Großmeister sogar gegen ihren Willen verpflichtet, einem Landsmann zu helfen. Dies geschah insbesondere, als sich der Amerikaner Bobby Fischer zu einem ernsthaften Anwärter auf den Weltmeistertitel entwickelte. Allerdings hatte diese massive Unterstützung nicht immer den gewünschten Effekt, so verlor Mark Taimanow 1972 eine Hängepartie gegen Fischer, weil er durch die zahlreichen ihm vorgelegten Analysen verwirrt war. Fischer bevorzugte es dagegen, allein zu arbeiten. Beim Match des Jahrhunderts 1972 hatte er zwar offiziell William Lombardy als Sekundanten, nahm dessen Hilfe aber nicht in Anspruch.
Beim WM-Kampf Anatoli Karpows gegen den kurz zuvor in den Westen geflohenen Viktor Kortschnoi 1978 bot die Sowjetunion zahlreiche hochkarätige Sekundanten auf, die unter anderem eine spektakuläre Neuerung in der Spanischen Partie vorbereiteten (11. Sg5 in Partie 10, Notation).
Garri Kasparow wurde anfangs seiner Karriere von Alexander Nikitin betreut, dessen Spielstärke jedoch später nicht mehr ausreichte, um Kasparow schachlich weiterzuhelfen. 1986 kam es zu einem Eklat, als Kasparow seinem Sekundanten Jewgeni Wladimirow vorwarf, Eröffnungsvarianten an Karpow verraten zu haben.
Neben den Sekundanten, die für die schachliche Unterstützung zuständig waren, gab es oft auch einen Delegationsleiter. Dieser achtete darauf, dass der von ihm betreute Spieler in keiner Weise gegenüber dem Kontrahenten benachteiligt wurde, und übernahm die Kommunikation mit Turnierorganisatoren und Schiedsgericht.

## Zeit der Schachdatenbanken
Mit dem Aufkommen von Schachdatenbanken ab Mitte der 1980er Jahre gab es immer bessere Möglichkeiten, sich auf künftige Gegner vorzubereiten, da die Partien aller wichtigen Turniere schnell erfasst wurden. Ebenso konnten geplante Eröffnungszüge durch Schachprogramme effizient auf taktische Fehler untersucht werden. Hängepartien wurden dagegen abgeschafft, um Computeranalysen zu verhindern. Das Anforderungsprofil an Sekundanten änderte sich: Während früher ältere, möglichst erfahrene Spieler verpflichtet wurden, waren nun junge Spieler mit guten Computerkenntnissen gefragt. Ein Beispiel ist der spätere Weltmeister Wladimir Kramnik, der 1995 als Sekundant von Garri Kasparow bei dessen Wettkampf gegen Viswanathan Anand fungierte. Sergei Karjakin wurde 2002 im Alter von nur 12 Jahren Sekundant von Ruslan Ponomarjow. Von einer solchen Zusammenarbeit profitieren meist beide Seiten. Die jungen Spieler bringen neue, kreative Ideen ein, gleichzeitig machen sie Erfahrungen hinsichtlich professioneller Vorbereitung, die für ihre eigene Karriere nützlich sind. Nach Ende der Zusammenarbeit kann es aber zu Problemen kommen, weil die ehemaligen Sekundanten das Repertoire ihrer früheren Arbeitgeber sehr gut kennen und diese Erkenntnisse in späteren Begegnungen mit ihnen zum eigenen Vorteil verwenden können.
Daher bevorzugen manche Spieler Sekundanten, die keine eigenen Titelambitionen haben. So arbeitete Nigel Short bei seinem Wettkampf gegen Kasparow 1993 mit Lubomir Kavalek zusammen, mit dem er sich allerdings später wegen finanzieller Differenzen überwarf. Der ungarische Weltklassespieler Péter Lékó hat als Sekundanten seinen Schwiegervater Arschak Petrosjan.